# Barbara Miller

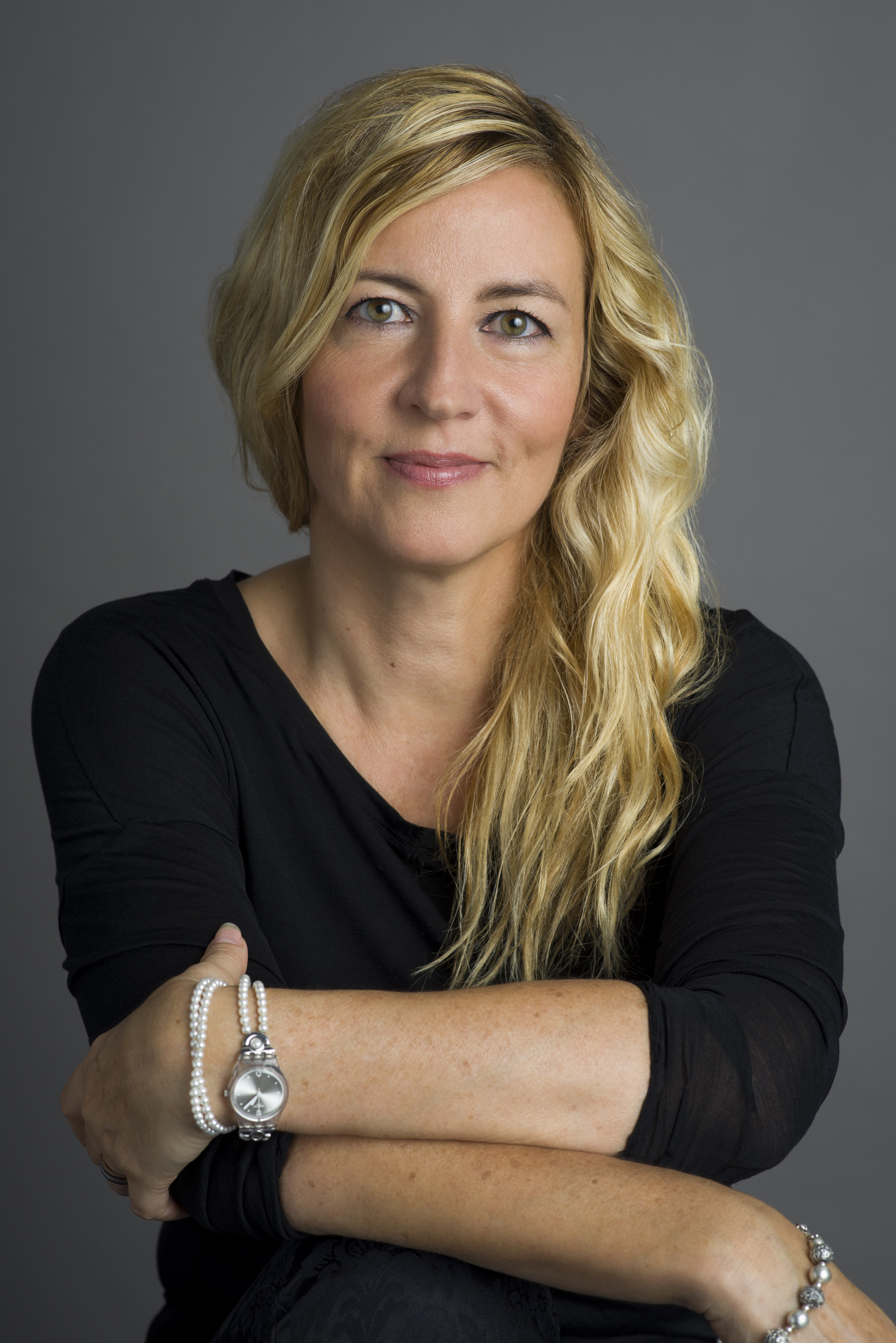
Barbara Miller (2018)

Barbara Miller (* 1970 in Winterthur, Kanton Zürich) ist eine Schweizer Filmregisseurin, Drehbuchautorin und Filmproduzentin. Sie ist Präsidentin des Regie- und Drehbuchverband Schweiz ARF/FDS. Barbara Miller lebt und arbeitet in Zürich.

## Leben und Werk
Barbara Miller ist in Zürich aufgewachsen, besuchte die Rudolf Steiner Schule (Waldorfschule) und das Neusprachliche Gymnasium an der Kantonsschule Küsnacht.
Sie studierte Filmwissenschaft (Antonioni, Fellini, Russische Werke: Sergei Eisenstein, Tarkowski), Philosophie (Hegel, Bakunin, Hannah Arendt) und Psychologie im Grundstudium. 2008 schloss Miller das Studium in Rechtswissenschaft als Juristin mit dem Lizenziat an der Universität Zürich ab.
Bereits während ihrer Schulzeit arbeitete Miller als Platzanweiserin in den Programmkinos Le Paris und Alba und kam so früh mit Arthouse Filmen in Kontakt.
2005 während dem Studium begann Miller beim Sozialdepartement der Stadt Zürich als sozialpädagogische Betreuerin in diversen sozialpädagogischen und niederschwelligen Einrichtungen zu arbeiten. Sie betreute schwererziehbare Jugendliche, Menschen mit Drogen- und Alkohol-Abhängigkeit, in der Strassen-Prostitution und in der Obdachlosigkeit. Auch nach Abschluss ihres Studiums setzte sie ihre Betreuungstätigkeit von Menschen am Rand der Gesellschaft, während insgesamt zehn Jahren, fort.
Miller arbeitete nach dem Studium als Juristin und Produktionsassistentin bei den Produktionsfirmen Condor und C-FILMS AG und war massgeblich am Aufbau der Fernsehserie Lüthi und Blanc beteiligt. Zudem war sie als rechtliche Beraterin bei Christian Frei für die Vertragsverhandlungen mit dem Kriegsfotografen James Nachtwey engagiert. Ab 2009 arbeitete sie als Regieassistentin und im Schnitt mit Christian Frei am Kinodokumentarfilm War Photographer zusammen. Der Film wurde 2001 für den Oscar nominiert.
Seit 2001 realisiert Miller als freischaffende Regisseurin gesellschaftskritische Dokumentarfilme für die Sendung DOK des Schweizer Fernsehens, humanitäre Organisationen und das Kino. Dabei wagt sie sich für das Schweizer Fernsehen auch an Tabuthemen heran, wie «Häusliche Gewalt», «Jugendgewalt», «Sex im Internet – Kinder schauen Pornos, Eltern schauen weg» und «Die Klitoris».
Als Regisseurin realisierte Miller in humanitärer Mission weltweit Dokumentarfilme für Menschenrechte und gegen Diskriminierung der Ärmsten der Armen, Unterdrückung und gegen Gewalt. Unter anderem in Indien und Brasilien, aber auch in ehemaligen Kriegs- oder Krisengebieten wie in Kambodscha, im Kosovo, in Flüchtlingslagern im Libanon und realisierte «Zwei Träume» über den Israel/Palästina-Konflikt.
2012 feierte ihr Kinodokumentarfilm FORBIDDEN VOICES am Visions du Réel in Nyon Weltpremiere. Der Film wurde weltweit an über 70 Filmfestivals gezeigt.
Ihr zweiter Kinofilm #Female Pleasure wurde am Film Festival Locarno uraufgeführt, wo er mit dem Premio Zonta Club Locarno ausgezeichnet wurde.
Der Film erhielt mehrere Preise, sowie drei Nominationen für den Schweizer Filmpreis (Bester Dokumentarfilm, Beste Montage, Beste Filmmusik), und verzeichnete über 70'000 Eintritte allein in den Schweizer Kinos. Der Film war weltweit auf Kino- und Festivaltour und war der erfolgreichste Dokumentarfilm in den Schweizer Kinos 2018 und 2019 der erfolgreichste Schweizer Kinofilm weltweit.
2024 entstand ihr Film Wisdom of Happiness, eine schweizerisch-amerikanische Kinoproduktion mit und über den 14. Dalai Lama in Zusammenarbeit mit Richard Gere und Oren Moverman.
Die Weltpremiere feierte der Film am 8. Oktober 2024 in Anwesenheit von Stargast Richard Gere und Jetsun Pema (Schwester des Dalai Lama) am Zurich Film Festival.
Seit 2013 ist Miller Mitglied der Schweizer Filmakademie und der Europäischen Filmakademie EFA.
Seit 2017 ist sie Präsidentin des Verbandes Filmregie und Drehbuch Schweiz (ARF/FDS).

## Filmografie
- 2002: Die Gipfelstürmer – Unterwegs mit Schweizer Globalisierungsgegnern (Co-Regie Miranda Emery)
- 2003: Elisabeth Kopp – Aufstieg und Fall der ersten Bundesrätin
- 2003: Vollfett – Abnehmen um jeden Preis? (Co-Regie Miranda Emery)
- 2004: Blinde Kuh – Wenn Sehende blind und Blinde sehend werden (Co-Regie Miranda Emery)
- 2005: Häusliche Gewalt – Wenn die Familie zur Hölle wird (Co-Regie Miranda Emery)
- 2005: Hotelfachschule
- 2005: Klitoris – Die schöne Unbekannte (Co-Regie Miranda Emery)
- 2006: Jugendgewalt – Massiv aggressiv und der Frust danach (Co-Regie Miranda Emery)
- 2007: Scheidungsmütter
- 2008: Notfall in Davos
- 2008: Sex im Internet – Kinder schauen Pornos, Eltern schauen weg
- 2009: Der virtuelle Seitensprung und die Folgen in der Wirklichkeit
- 2009: Schleudertrauma – Licht am Ende des Tunnels
- 2012: Forbidden Voices
- 2013: Naa Boomi – mein Land
- 2014: Saat der Hoffnung im Land der Flut
- 2015: Cido, eine Zukunft im Cerrado
- 2016: Voice of Roma – Eine Stimme für Minderheiten im Kosovo
- 2017: Die Kinder von Shatila
- 2017: Vom Schattenkind zum Erfolgsautor – Der schmerzhafte Weg des Philipp Gurt
- 2018: #Female Pleasure
- 2018: Gloria – Frauen für Frieden in Kolumbien
- 2019: Korenkombu – Hoffnung für die Urbevölkerung Indiens
- 2022: Zwei Träume – ein israelisch-palästinensisches Dorf
- 2024: Wisdom of Happiness (Co-Regie Philip Delaquis)
- 2024: #United Pleasure (in Produktion)
- 2024: Schattenkind (in Planung)

## Auszeichnungen (Auswahl)
Forbidden Voices
- Toronto, WACC-SIGNIS Human Rights Award 2012
- San Sebastian, Amnesty International Award 2013, Human Rights Film Festival San Sebastian
- Nomination Swiss Film Award 2013 „Best Documentary“
- Nomination Prix Soleure 2013, Solothurner Filmtage, Switzerland
- Nomination A Matter of ACT, Movies That Matters Film Festival, Den Haag

Female Pleasure
- Zonta Club Award – Critics Week, International Film Festival Locarno, Switzerland, 2018
- Spezialpreis der Interreligiösen Jury – International Filmfestival DOK Leipzig, Germany, 2018
- Schweizer Filmpreis 2019 – Nomination Best Documentary
- Schweizer Filmpreis 2019 – Nomination Best Score
- Schweizer Filmpreis 2019 – Nomination Best Editing
- Cinema for Peace at Berlinale: Nomination The Women's Empowerment Award, USA, 2019
- Human Rights Amnesty International Award – Thessaloniki Film Festival, Greece, 2019
- WIFT GR Award (Women in Film & Television) by the Greek Chapter of WIFT Thessaloniki Documentary Film Festival, Greece, 2019
- Best Documentary at the International Film Festival de Femmes de Crétail, France, 2019
- Amnesty International Human Rights Award at the Istanbul International Film Festival, Turkey, 2019
- Romy Award – Best Cinema Documentary, Austria, 2019
- “Co Jest Grande 24” Readers’ Choice Award, Poland, 2019
- Warsaw Documentary Award – International Film Festival Millennium Docs Against Gravity, Poland, 2019
- UNESCO Special Recognition Award – Almaty Film Festival, 2019
- International FREETHINKER Award, 2019
- Audience Award – Gender Bender Festival, Bologna, Italy, 2019
- Jury Award – Auroville Film Festival, India, 2020
- Audience Award – Berlin & Beyond Film Festival, San Francisco, USA, 2020
- Best Documentary – Victoria Film Festival, Victoria, Canada, 2020[8]